# Erminia Bianchini
Erminia Bianchini, vedova Fazio (Bra, 23 aprile 1908 – Diano d'Alba, 23 giugno 2020), è stata una supercentenaria italiana vissuta 112 anni e 61 giorni.
Dal 4 marzo al 23 giugno 2020 ha detenuto il titolo di Decana d'Italia.

## Biografia
Erminia Bianchini nacque il 23 aprile 1908 a Bra in provincia di Cuneo, nel territorio del Roero. Dopo la nascita venne messa in lista di adozione e in seguito a un primo tentativo di affidamento fallito fu adottata da una famiglia della zona. Si sposò con Luigi Fazio (15 marzo 1908 - 19 dicembre 2003) e visse in una cascina nelle Langhe tra Mango e la Valle Belbo.
Dal matrimonio nacquero 4 figli; Erminia Bianchini ebbe, inoltre, 8 nipoti.
Dopo la morte del marito visse ancora per un periodo nella sua abitazione di San Donato, piccola frazione di Mango, in quanto completamente autosufficiente. Successivamente iniziò a trascorrere alcuni periodi presso i propri figli Remigio, Ninfa e Anna Maria, che a turno se ne fecero carico.
Dopo la scomparsa del figlio Remigio nel 2017 e l'impossibilità di poter continuare a farsene carico per la figlia Anna Maria, si trasferì definitivamente a Ricca, frazione di Diano d'Alba (CN), presso la figlia Ninfa, rimasta anch'ella vedova.
Ultima donna e persona italiana nata nel 1908, il 4 marzo 2020, in seguito alla morte di Valesca Tanganelli, è divenuta la donna più longeva d'Italia.
È morta il 23 giugno 2020 nella sua abitazione di Ricca, frazione di Diano d'Alba, assistita dalla figlia, a 112 anni e 61 giorni, cedendo il titolo di decana d'Italia a Maria Oliva, nata il 16 aprile 1909.